# 符号性
计算机科学中，表示数的資料類型拥有符号性（英語：Signedness），这一属性可以用来大致划定可表示数的范围：如果变量既可以表示正数又可以表示负数，则该类型是「有符号」的；而如果仅可表示非负数，则为「无符号」类型。
有符号数可以表示负数，但为了表示这些负数，必须放弃一部分相同大小（比特位）的无符号数可以表示的正数。例如必须放弃八位无符号数的 128 到 255 才能表示八位有符号数中的 -128 到 127。